# Spiraea alpina
Spiraea alpina är en rosväxtart som beskrevs av Pall.. Spiraea alpina ingår i släktet spireor, och familjen rosväxter. Inga underarter finns listade i Catalogue of Life.